# Weberstraße 30 (Quedlinburg)

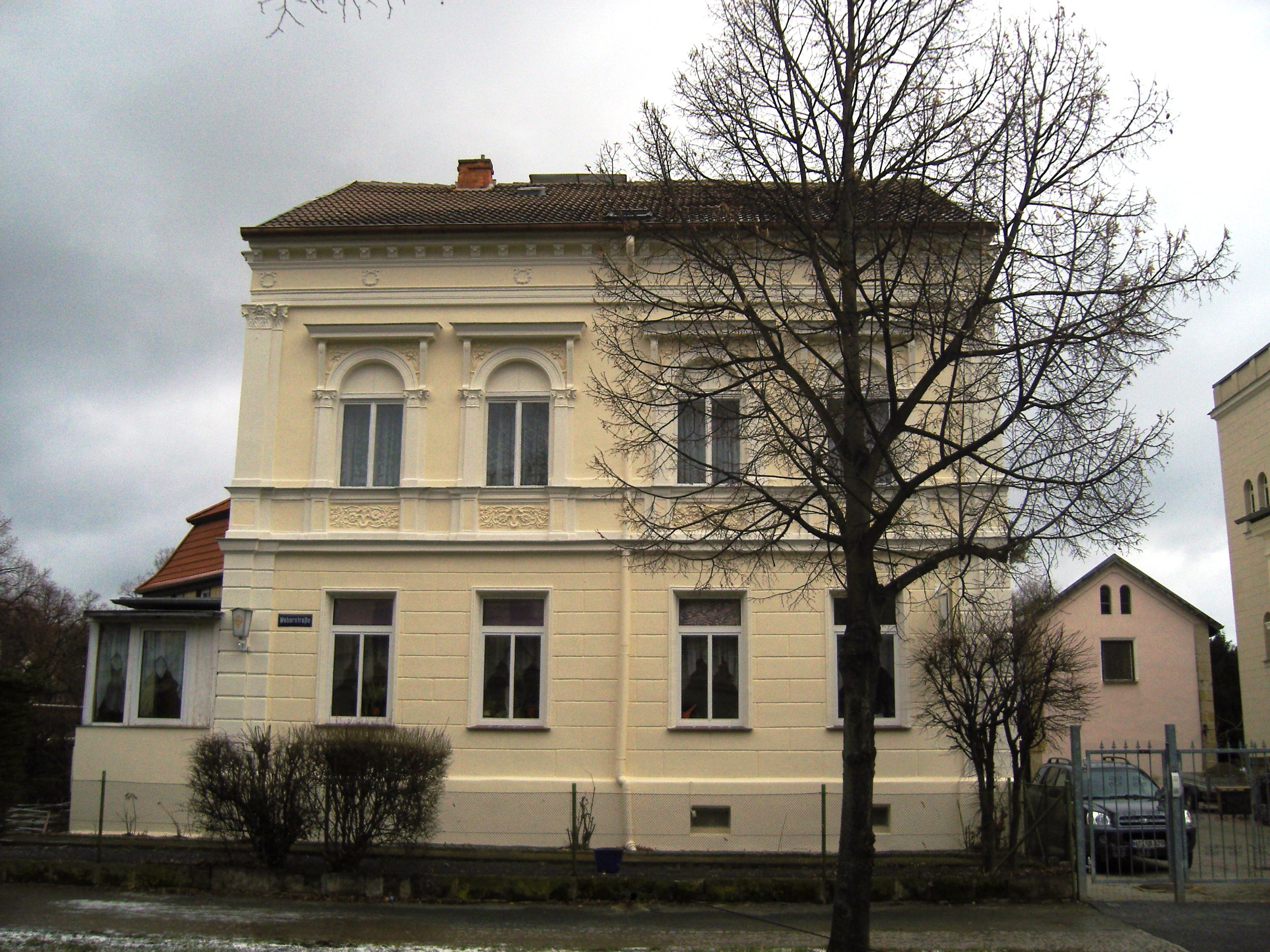
Haus Weberstraße 30

Das Haus Weberstraße 30 ist ein denkmalgeschütztes Gebäude in der Stadt Quedlinburg in Sachsen-Anhalt.

## Lage
Es befindet sich im nördlichen Teil der historischen Quedlinburger Neustadt. Im Quedlinburger Denkmalverzeichnis ist es als Villa eingetragen.

## Architektur und Geschichte
Das zweigeschossige Gebäude stammt aus der zweiten Hälfte des 19. Jahrhunderts. Die verputzte Fassade ist üppig mit Ornamenten im Stil der Neorenaissance verziert und deutlich gegliedert. Vor der nördlichen Giebelwand des Erdgeschosses befindet sich ein in Form einer Laube angelegter Wintergarten.